# Thomas Bach
Thomas Bach (Wurzburgo, 29 de diciembre de 1953) es un abogado y exesgrimidor alemán. Entre 2013 y 2025 fue el noveno presidente del Comité Olímpico Internacional y de la junta directiva de la Confederación Deportiva Olímpica Alemana.

## Carrera profesional

### Trayectoria deportiva
Participó en los Juegos Olímpicos de Montreal 1976, obteniendo una medalla de oro en la prueba florete por equipos. Ganó tres medallas en el Campeonato Mundial de Esgrima entre 1973 y 1979.
| Representando a la RFA |                          |                   |                     |
| Juegos Olímpicos       |                          |                   |                     |
| Año                    | Lugar                    | Medalla           | Prueba              |
| 1976                   | Montreal (Canadá)        | Medalla de oro    | Florete por equipos |
| Campeonato Mundial     |                          |                   |                     |
| Año                    | Lugar                    | Medalla           | Prueba              |
| 1973                   | Gotemburgo (Suecia)      | Medalla de plata  | Florete por equipos |
| 1977                   | Buenos Aires (Argentina) | Medalla de oro    | Florete por equipos |
| 1979                   | Melbourne (Australia)    | Medalla de bronce | Florete por equipos |

### Otros cargos
Bach estuvo involucrado desde el principio en la política deportiva. De 1975 a 1979 fue portavoz del activo de la Asociación Alemana de Esgrima (DFB). En 1981 fue nombrado miembro de la comisión del Comité Olímpico Internacional de los nuevos atletas y en 1982 como miembro del Comité Olímpico Nacional de Alemania (NOK).
Después de su llamada al Comité Olímpico Internacional en 1991 Bach abandonó el NOK. En 1995 fue nombrado Presidente de la Cámara de la Corte Internacional de Deportes de Apelaciones. En 1996 estuvo en la elección del Comité Ejecutivo de la COI. Con la concesión de los Juegos Olímpicos de Invierno de 2002 a Salt Lake City y la adjudicación de los Juegos Olímpicos de 2004 en Atenas, fue presidente del comité de evaluación. En la 111ª sesión del Comité Olímpico Internacional en el borde de los Juegos Olímpicos de 2000 en Sídney, fue elegido como el tercer alemán a vicepresidente honorario del COI. Como estaba previsto, renunció en agosto de 2004 de esta oficina.

### Presidente del DOSB
Después de la unificación de la Federación Deportiva Alemana (DSB) y el Comité Olímpico Nacional para Alemania (NOK) Bach fue elegido en mayo de 2006 por presidente de honor de la Confederación Deportiva Olímpica Alemana (DOSB en alemán) de nueva creación, antes de convertirse en presidente del Comité Olímpico Internacional (COI). Renunció como jefe de la DOSB el 16 de septiembre de 2013, después de haber servido como presidente desde el año 2006. Fue sustituido por Alfons Hörmann, pero aun así seguía siendo un miembro de la Junta Ejecutiva del DOSB . Además, renunció como presidente de la Cámara de Comercio e Industria Ghorfa árabe-alemán.
Bach encabezó la candidatura de Múnich para los Juegos Olímpicos de Invierno de 2018.  En la elección de la ciudad anfitriona, Múnich consiguió 25 votos, pero Pyeongchang fue elegida como ciudad anfitriona con 63 votos.

### Presidente del COI

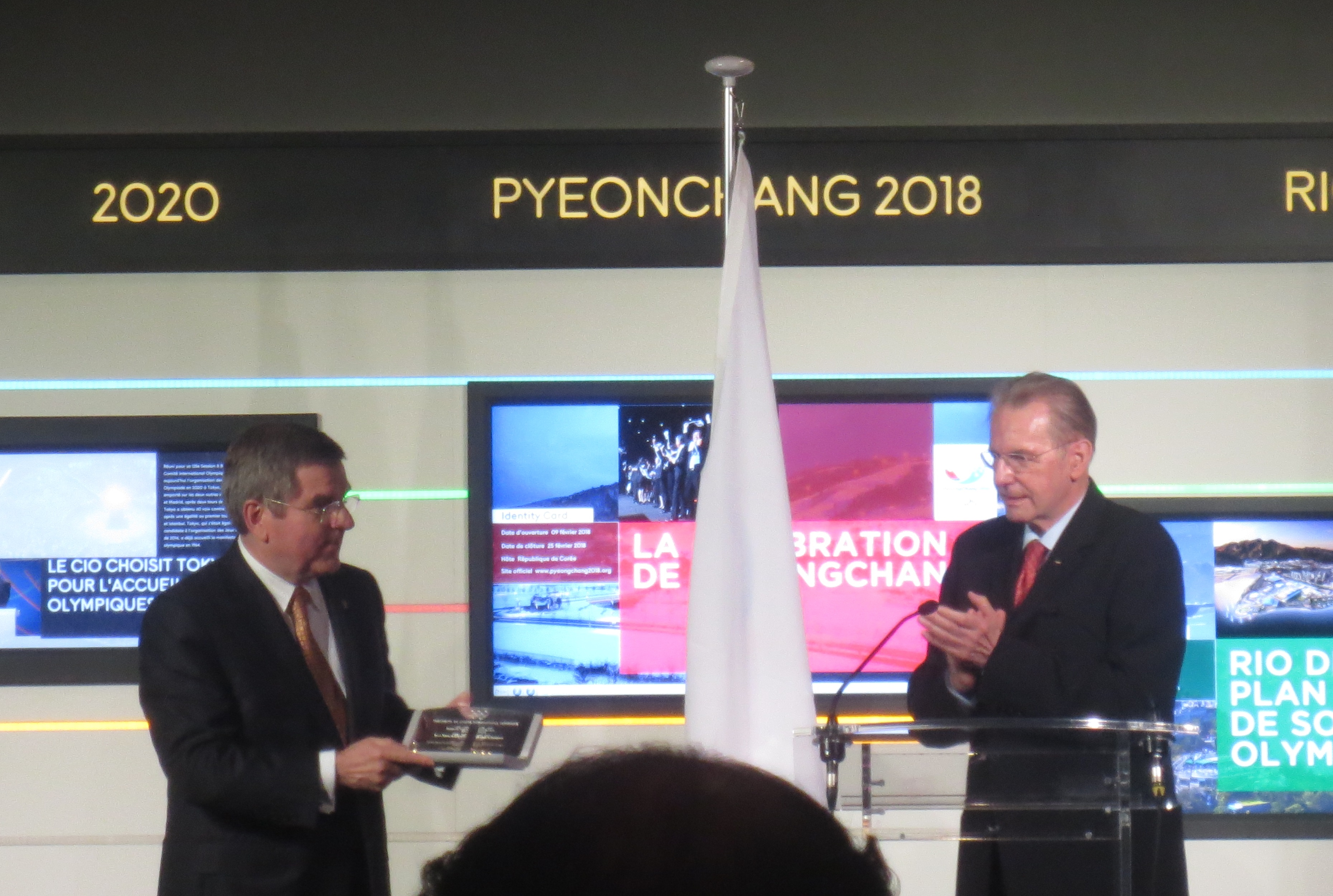
Jacques Rogge y Thomas Bach en la inauguración del nuevo Museo Olímpico de Lausana, donde Bach recibe las llaves de la COI.

El 9 de mayo de 2013, Bach confirmó su candidatura a presidente del Comité Olímpico Internacional. El 10 de septiembre del mismo año, en la 125.ª Sesión del COI celebrada en Buenos Aires, fue elegido presidente del COI para un mandato de ocho años, siendo sucesor de Jacques Rogge, quien estuvo por 12 años.
La elección exitosa de Bach fue contra otros cinco candidatos: Sergey Bubka, Richard Carrión, Ser Miang Ng, Denis Oswald y Ching-Kuo Wu.
En la sesión conjunta del COI, llevada a cabo el día miércoles 10 de marzo de 2021, Thomas Bach fue reelegido presidente del Comité Olímpico Internacional (COI) hasta el año 2025, cuando completará el periodo máximo de 12 años en el cargo que permite la Carta Olímpica.
El dirigente alemán recibió el voto favorable de 93 miembros de la asamblea del organismo, reunida de forma telemática en su 137 Sesión. Se registró un voto en contra y 4 abstenciones.El 20 de marzo de 2025, Kirsty Coventry fue elegida su sucesora en la 144ª sesión del COI, quien asumirá sus funciones como nueva presidente el 23 de junio de 2025. También está previsto que dimita como miembro del COI  tras su traspaso de poderes, y asumirá el papel de presidente honorario.

## Dopaje ruso
En 2016 Bach fue muy criticado en el asunto de dopaje contra el estado ruso. Fue acusado de ser simpatizante del presidente ruso, Vladímir Putin, con quien es personalmente amigo cercano, y por lo tanto no estaría sistemáticamente silenciado por motivos personales dentro del COI con los servicios de inteligencia rusos y las autoridades de la Agencia Antidopaje de Rusia, aunque posteriormente se realizarían investigaciones masivas en atletas rusos.

## Distinciones
Es doctor honoris causa por la Universidad Católica de Murcia.